# Camille Rimbert
Pour les articles homonymes, voir Rimbert.
Camille Rimbert est un homme politique français né le 15 septembre 1870 à Savigny-sous-Faye (Vienne) et décédé le 31 mai 1954 à Mirebeau (Vienne).
Vétérinaire, il est maire, conseiller général et député de la Vienne de 1932 à 1936, inscrit au groupe de la Gauche indépendante.

## Sources
- « Camille Rimbert », dans le Dictionnaire des parlementaires français (1889-1940), sous la direction de Jean Jolly, PUF, 1960 [détail de l’édition]